# Frisbee

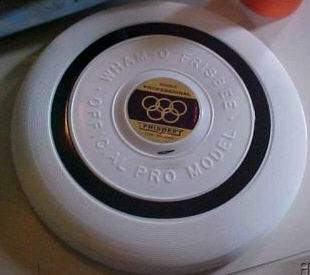
Un frisbee profesional, fabricado por Wham-O.

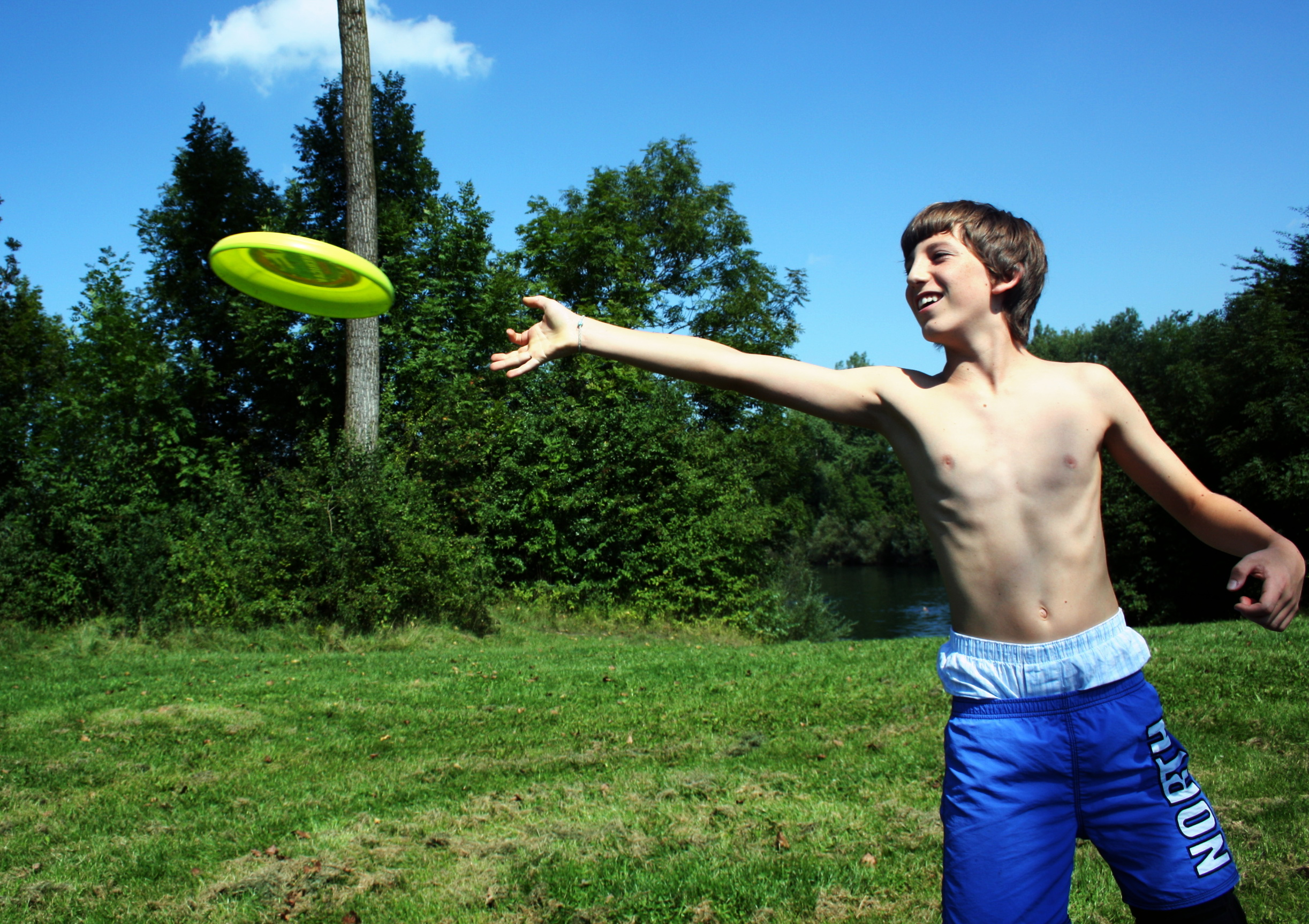
Un niño lanzando un frisbee.

El término frisbi o frisbee, a menudo utilizado para describir genéricamente todos los discos o platos voladores, es una marca registrada de la empresa de juguetes Wham-O. Es un juguete deslizante o artículo deportivo que generalmente está hecho de moldeado por inyección de plástico y aproximadamente 25 cm de diámetro con un labio pronunciado.  Se utiliza de forma recreativa y competitiva para lanzar y atrapar, como en los juegos de discos voladores. La forma del disco es una lámina aerodinámica de sección transversal que le permite volar al reducir la resistencia y aumentar la sustentación a medida que se desplaza por el aire, en comparación con una placa plana. Al hacer girar el disco, se imparte una fuerza giroscópica estabilizadora, lo que permite apuntar con precisión y lanzarlo a distancia. Aunque tal uso del nombre como término genérico no se recomienda por la empresa, el uso común del nombre como un término genérico ha puesto en peligro la marca comercial; en consecuencia, muchos juegos "Frisbee" ahora se conocen como juegos "disco", como Ultimate, Disc Golf y el Free Style[cita requerida]
Existe una amplia gama de variantes de discos voladores. Los destinados al disc golf suelen ser más pequeños pero más densos y están adaptados a determinados perfiles de vuelo para aumentar o disminuir la estabilidad y la distancia. El lanzamiento de disco más largo registrado es el de David Wiggins Jr. con una distancia de 1109 pies (338 m). Los deportes de Disc dog utilizan discos de vuelo relativamente lento hechos de un material más flexible para resistir mejor la mordedura de un perro y evitar que se lesione. También existen anillos voladores que suelen viajar bastante más lejos que cualquier disco volador tradicional. Los discos iluminados están hechos de plástico fosforescente o contienen fluido quimioluminiscente o LEDs a pilas para jugar en la oscuridad. Otros silban cuando alcanzan una determinada velocidad de vuelo.

## Fundamentos físicos

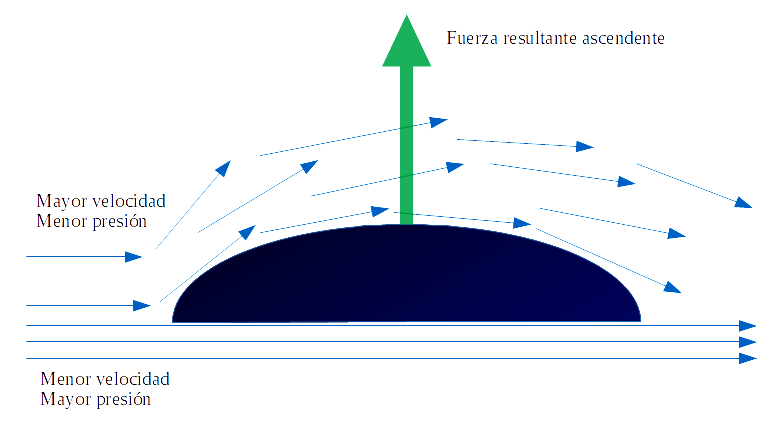
Se describen con flechas el sentido y dirección del viento y la fuerza resultante de un frisbee en movimiento

El frisbee funciona como un ala asimétrica tradicional. Frena el aire en movimiento en la parte inferior y mantiene irregular en la superior. Los anillos cerca del borde del canto del disco sirven como tabuladores, reduciendo el flujo separatorio, y fuerzan a la corriente de aire a convertirse en un flujo turbulento e irregular después de pasar por ellos. Así esta diferencia de velocidades entre la parte inferior y superior del frisbee produce una diferencia de presiones de tipo  Efecto Venturi, siendo mayor en la parte inferior, lo que genera la sustentación en el aire.
El objetivo principal del borde de un frisbee es crear un perfil aerodinámico con una curvatura profunda. Cuando se lanza un frisbee, el borde entra en contacto con el aire. Cuando el aire fluye sobre la parte superior del frisbee, se acelera y la presión disminuye. Esto crea sustentación. Un frisbee sin borde de ataque puede volar, pero no lo hará tan bien como uno con borde. Un disco completamente plano volará, pero el "ángulo de ataque" se convierte en un factor más para volar. Un disco sin borde es menos estable en vuelo.

## Historia
Walter Frederick Morrison y su futura esposa Lucile se divertían lanzando la tapa de una lata de palomitas de maíz después de una cena de Acción de Gracias en 1937 en Los Ángeles, California. Pronto descubrieron un mercado para un disco volador ligero cuando les ofrecieron 25 centavos por un molde para tartas que lanzaban de un lado a otro en una playa cerca de Los Ángeles, California, Estados Unidos."Eso hizo que se pusiera en marcha la maquinaria, porque se podía comprar un molde para tartas por cinco centavos, y si la gente en la playa estaba dispuesta a pagar 25 centavos por él, pues ahí estaba el negocio", dijo Morrison al periódico The Virginian-Pilot en 2007.
Los Morrison continuaron con su negocio hasta la Segunda Guerra Mundial, cuando Walter sirvió en las Fuerzas Aéreas del Ejército pilotando un P-47, y luego fue hecho prisionero de guerra. Después de la guerra, Morrison esbozó un diseño para un disco volador mejorado aerodinámicamente al que llamó Whirlo-Way, por un famoso caballo de carreras. Él y su socio Warren Franscioni empezaron a producir los primeros discos de plástico en 1948. Sin embargo, ese disco inicial no tuvo mucho éxito. Un modelo mejorado fue hecho por Morrison en 1955 y vendidos sus derechos como el Disco de Plutón (Pluto Platter) a la compañía Wham-O el 13 de enero de 1957. El año siguiente, dicha empresa renombró el juguete como Frisbee, modificando deliberadamente la ortografía de la Frisbie Pie Company de Bridgeport (Connecticut), cuyos platos de hojalata para tarta habían sido usados por los estudiantes de muchas universidades de Nueva Inglaterra para arrojarlos al aire como diversión. Los rebautizaron con el nombre de Platillo Volador a raíz de los informes de avistamientos de objetos voladores no identificados.

### Evolución

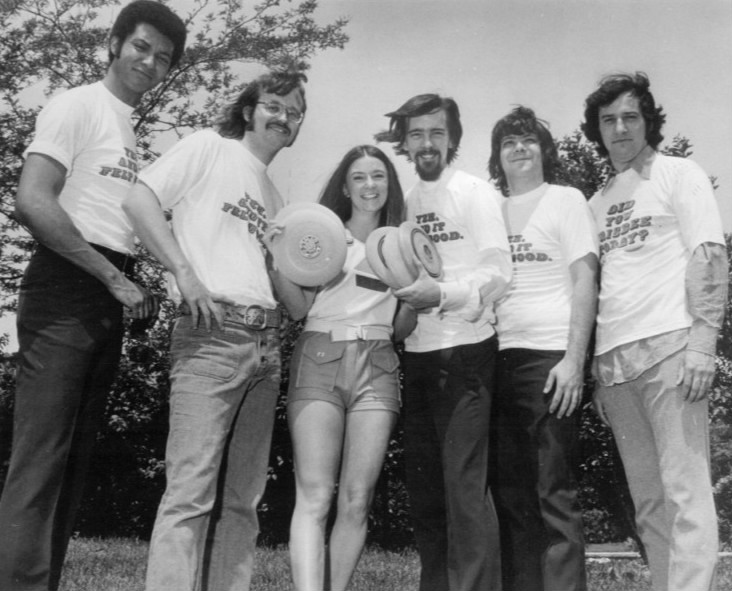
Frisbees en 1972. Un grupo de disc jockeys de radio muestra frisbees en una foto publicitaria.

El primer frisbee aparece en EE. UU., alrededor de 1903, cuando grupos de jóvenes de Bridgeport, se divertían tirándose unos a otros los moldes de las tartas, fabricadas por la empresa Frisbie Pie Company (empresa de Joseph P. Frisbie). No obstante, su introducción y popularización se debe a la práctica de esta actividad por parte de los soldados en las bases militares tras la II Guerra Mundial.
En 1946 Walter Frederick Morrison patentó el primer disco volador al que llamó Pluto Platter, que no adquirió mucho éxito al estar construido de baquelita y romperse tras cada caída.
En 1950 la empresa de juguetes Wham-O compró la patente a Morrison y comenzó a construirlo en material plástico. Este cambio resultó en una enorme popularidad del juguete. Finalmente, se empiezan a crear juegos y deportes que utilizan un disco volador, entre los cuales se destaca el ultimate.
En noviembre de 1957, en lo que puede ser el primer musical de rock jamás interpretado, titulado Anything & Everything, escrito por el visionario pionero de la tecnología de la información Ted Nelson (Theodor H. Nelson) cuando era estudiante de primer año en el Swarthmore College (cerca de Filadelfia), se describe el juego del frisbee (pronunciado Frisby) (quizás la primera vez que el frisbee aparecía en un obra escrita formal) en la canción "Friz Me the Frisby", mientras se pasaba un frisbee entre los chiflados del público. La escena estaba expresamente pensada como una forma de presentar el juego al público.

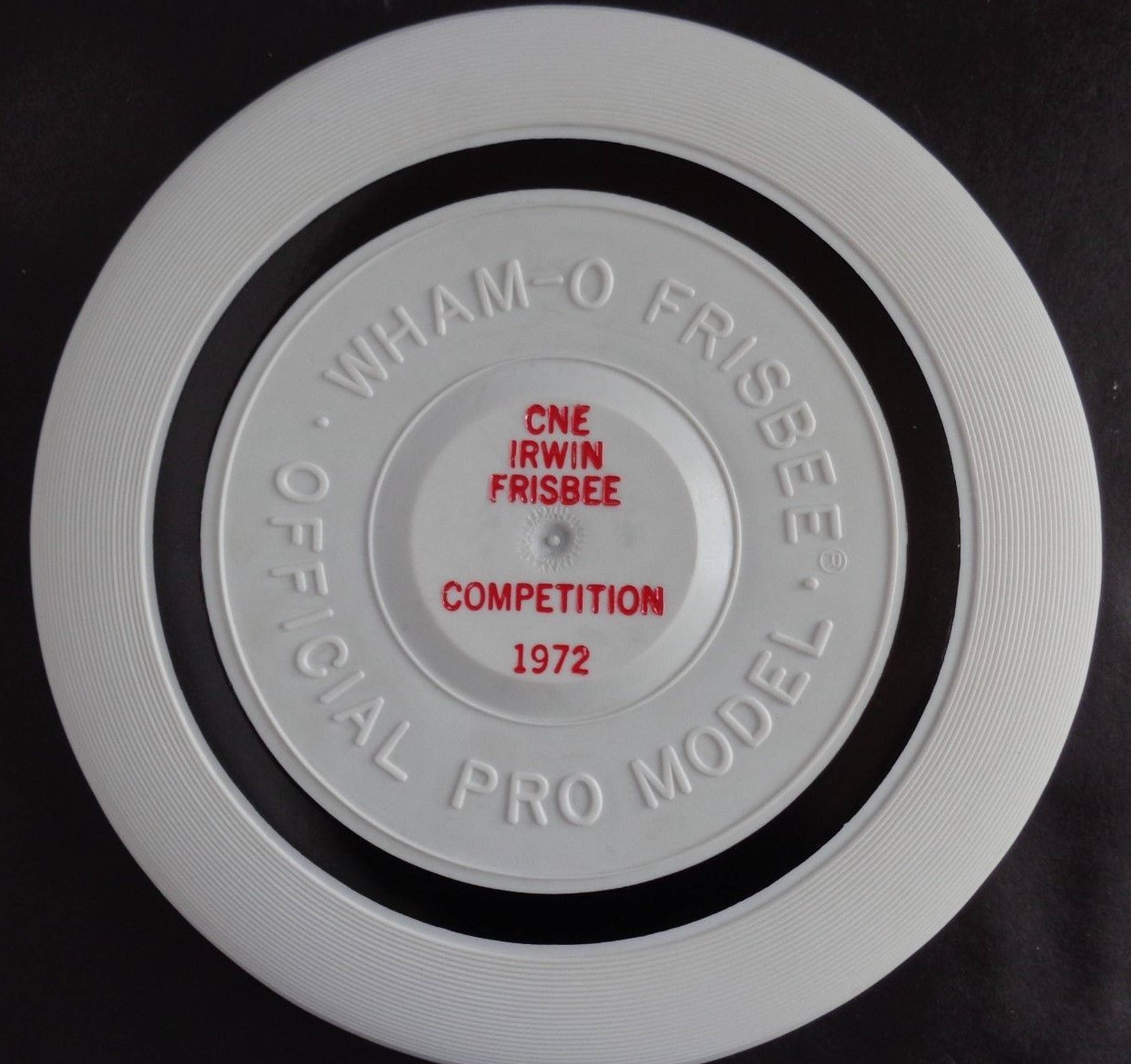
El primer frisbee (modelo profesional) que se fabricó como disco deportivo con la identificación del primer torneo de deporte de disco, el Campeonato Abierto Canadiense de Frisbee de 1972 en Toronto.

Sin embargo, el hombre detrás del éxito del frisbee fue el sudcaliforniano Ed Headrick, contratado en 1964 como director general y vicepresidente de marketing de Wham-O. Headrick rediseñó el plato de Plutón, modificando el molde, principalmente para eliminar los nombres de los planetas, pero aumentando fortuitamente el grosor del borde y la masa en el proceso, creando un disco más controlable que podía lanzarse con mayor precisión.
Wham-O cambió su estrategia de marketing para promover el uso del frisbee como un nuevo deporte, y las ventas aumentaron. En 1964, salió a la venta el primer modelo profesional. Headrick patentó su diseño; presentaba crestas elevadas (los "Anillos de Headrick") que, según se afirmaba, estabilizaban el vuelo.

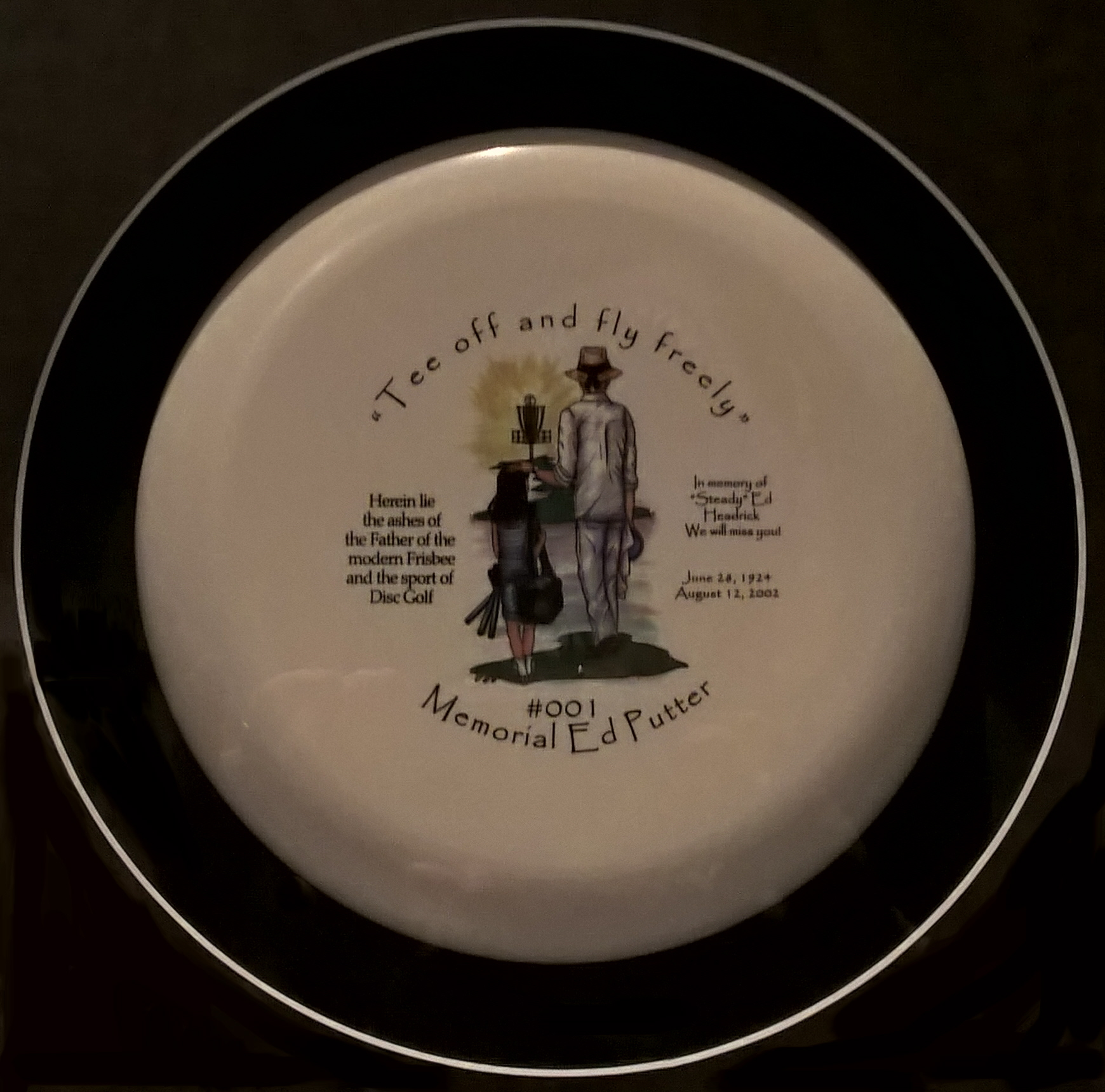
Un disco conmemorativo que contiene algunas de las cenizas de Ed Headrick, expuesto en el museo Ripley's Believe it or Not!, en Londres.

Headrick llegó a ser conocido como el padre del deporte del frisbee; fundó la Asociación Internacional de Frisbee y nombró a Dan Roddick como su director. Roddick comenzó a establecer los estándares de los torneos de las Series Norteamericanas (NAS) para varios deportes de frisbee, como Estilo libre, Corte de doble disco, y eventos generales. Headrick ayudó más tarde a desarrollar el deporte del golf de disco, que se jugó primero con frisbees y más tarde con discos de borde biselado más aerodinámicos, inventando objetivos estandarizados llamados "agujeros de palo"." Cuando Headrick murió, fue incinerado, y sus cenizas se moldearon en discos conmemorativos y se entregaron a familiares y amigos cercanos y se vendieron a beneficio de The Ed Headrick Memorial Museum.
El frisbee fue incluido en el Salón Nacional de la Fama del Juguete en 1998.
En 1967 se creó la Asociación Internacional de Frisbee y con ello el primer reglamento oficial.
En 1974 se celebró el primer campeonato del mundo de Frisbee, el Rose Bowl en Pasadena (California).

## Tipos de frisbee
La forma y la calidad de los frisbees varían mucho y tienen una influencia significativa en la distancia que estos discos pueden flotar. Algunos frisbees tienen forma de anillo; A veces llamados "aerofoils" o "aerobies", suelen volar distancias mayores que los frisbees tradicionales. Los discos de golf, por otro lado, generalmente tienen un diámetro más pequeño, pero son más densos y están especialmente diseñados para una estabilidad y distancia de vuelo óptimas. Por otro lado, como a los perros les encanta atrapar estos discos de plástico en vuelo, se han diseñado Frisbees especiales, más flexibles y resistentes. Incluso se organizaron concursos de discos para perros.

### Ultimate disco
Los discos Ultimate están diseñados para ser utilizados en el deporte de Ultimate. Los discos Ultimate están hechos de plástico resistente (a menudo polietileno) y están diseñados para ser lanzados con la máxima distancia y precisión.
Ultimate tiene un estándar único con un diámetro de 10,75 pulgadas (27,3 cm) y un peso de 175 gramos (6,2 oz). Para usos competitivos, la WFDF u otras organizaciones oficiales establecen normas de discos para garantizar la calidad.

## Usuarios

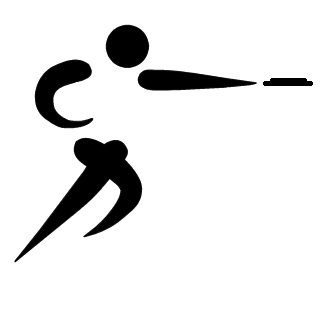
Pictograma del lanzamiento de disco volador.

El juego de frisbee más jugado es el juego de playa que consiste simplemente en lanzar el disco a su compañero, quien a su vez debe devolvérselo.
Aunque manejar y lanzar el Frisbee es una fuente de diversión que rivaliza con jugar con una pelota, los deportes en los que se utiliza el Frisbee no son muy comunes. Hay varias explicaciones para ello: este objeto es una invención reciente, pero la dificultad de encontrar un principio de juego adaptado a la trayectoria muy particular del disco y de obtener un ritmo de juego bastante rápido es probablemente la causa principal. El Frisbee no rebota como una pelota de tenis o de voleibol, por lo que el tiempo hasta que se vuelve a lanzar el disco es más largo.
Sin embargo, con el paso de los años, han surgido deportes que utilizan Frisbee.
El más popular de estos deportes es Ultimate (franquiciado como Ultimate-Passe) Es un deporte auto arbitrado y mixto, donde compiten dos equipos en un mismo campo. El objetivo del juego es llevar el frisbee a una zona de anotación ubicada en un extremo del campo, un poco como el fútbol americano o el rugby. Existen muchas variaciones de este deporte, como el goaltimate, el friskee o incluso el schtick. Otros juegos, sin ser variaciones de ultimate, también se pueden clasificar en esta categoría, como por ejemplo durango boot. Algunos se basan únicamente en la capacidad del jugador para dominar el movimiento del disco y hacer que realice vuelos largos, precisos o simplemente estéticos (freestyle frisbee, disc dog, disc golf).
Algunos deportes utilizan el principio del juego básico: lanzar el disco al oponente, que debe intentar cogerlo (un poco como el tenis o el voleibol): DDC, guts frisbee o incluso Dextry Sport Frisbee.
Finalmente, hay una serie de juegos y deportes menos conocidos, que no entran en las categorías mencionadas anteriormente, y que generalmente intentan transponer un juego de pelota ya existente utilizando un frisbee en lugar de la pelota, como el baloncesto o balón prisionero.
Todos estos deportes se inventaron recientemente y todavía están muy poco extendidos. El deporte más famoso es sin duda el último. En algunos juegos como DDC se utilizan dos frisbees al mismo tiempo.